# Narcisa Melfoj
Narcisa Melfoj (engl. Narcissa Malfoy) je pripadnica porodice Blek (engl. Black). Rođena je kao čistokrvna veštica. U Hogvortsu je bila u Sliderinu. Nakon udaje za Lucijusa Melfoja priključila se smrtožderima. Rodila je jedno dete, sina Draka Melfoja. Takođe je i sestra Belaktris Lekstrejdž i Andromede Tonks (majke Nimfadore Tonks).